# 시간여행 역사속으로
《시간여행 역사속으로》는 KBS 코리아에서 방송되었던 역사 관련 퀴즈 프로그램이다.